# Квантометр
Квантометр (рос. квантометр, англ. quantometer, нім. Quanttmeter n) — прилад, що аналізує хімічний склад речовин (наприклад, металів тощо) за їхнім випромінюванням.